# Arcizans-Avant
Arcizans-Avant település Franciaországban, Hautes-Pyrénées megyében. Lakosainak száma 392 fő (2022. január 1.). Arcizans-Avant Argelès-Gazost, Cauterets, Lau-Balagnas, Saint-Savin és Arras-en-Lavedan községekkel határos.

## Népesség
A település népességének változása:
| Lakosok száma | 373  | 388  | 409  | 394  | 393  | 390  | 389  | 390  | 392  |
|               | 2013 | 2015 | 2016 | 2017 | 2018 | 2019 | 2020 | 2021 | 2022 |